# David Corenswet

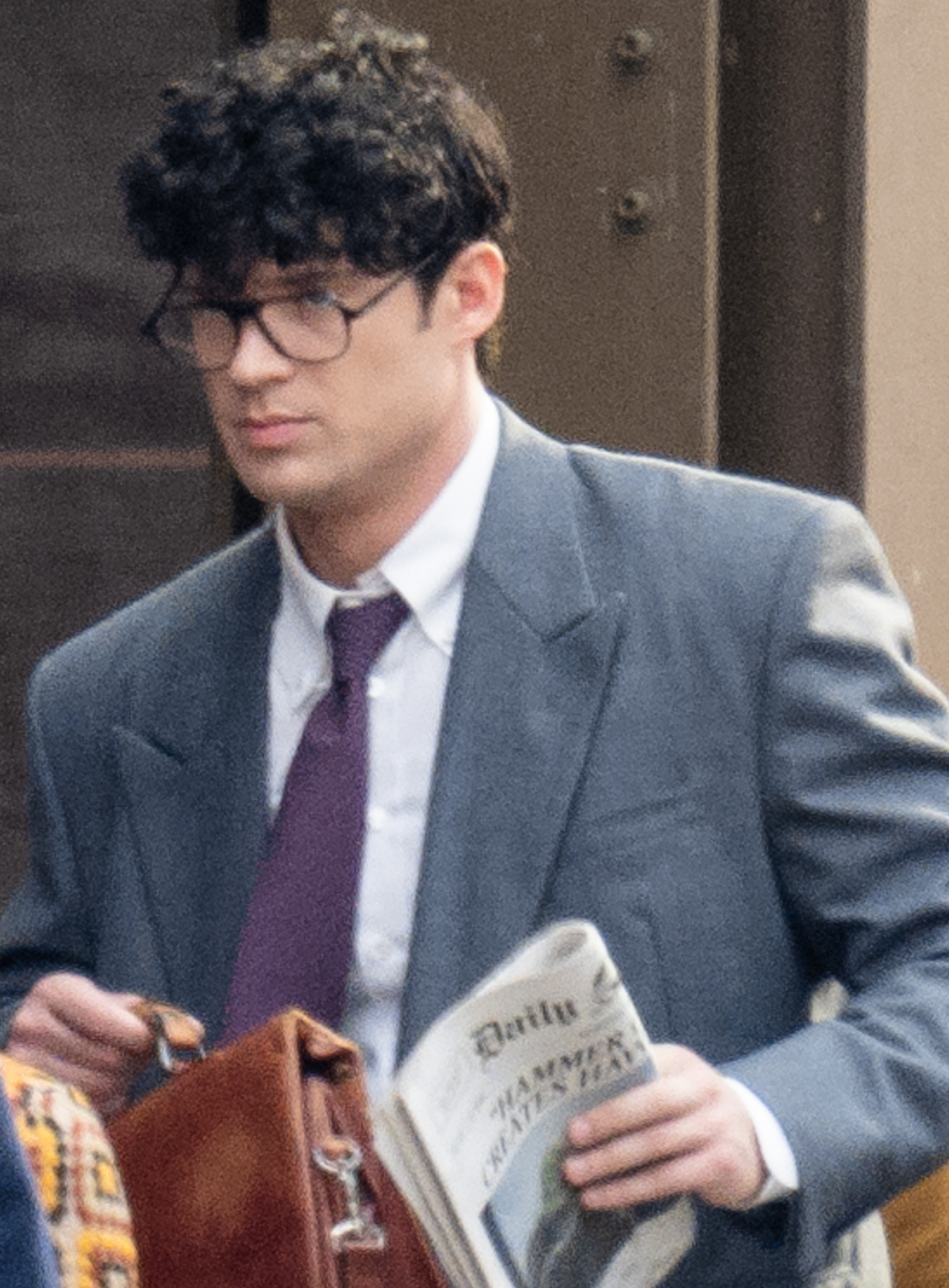
David Corenswet, 2024

David Corenswet (* 8. Juli 1993) ist ein US-amerikanischer Schauspieler. Bekanntheit erlangte er vor allem durch seine Mitwirkung in den Netflix-Serien The Politician (2019) und Hollywood (2020).

## Leben

### Kindheit und erste Theaterrollen
David Corenswet wuchs mit einer älteren Schwester in Philadelphia, Pennsylvania, auf. Sein Vater John Corenswet (1955–2019), Anwalt und Geschäftsmann, entstammte einer jüdischen Familie aus New Orleans, Louisiana. Sein Großvater Sam Corenswet Jr. war Präsident und Mitglied des Organisationskomitees des bekannten College-Football-Wettbewerbs Sugar Bowl. David Corenswet besuchte die private Shipley School in Bryn Mawr (Pennsylvania). Zumindest zeitweise lebte er in Merion (Pennsylvania). Auch war Corenswet Finalist des National Merit Scholarship Programs, eines US-amerikanischen Stipendienwettbewerbs für Anerkennungs- und Universitätsstipendien für leistungsstarke Schüler.
Sowohl Corenswet als auch seine Schwester wurden durch den Vater an die Schauspielerei herangeführt, der nach dem College in Theaterstücken mitgewirkt hatte. Im Alter von neun Jahren übernahm David Corenswet eine erste kleine Rolle als Bert in einer Aufführung von Arthur Millers Bühnenstück All My Sons unter der Regie von Terry Nolen am Arden Theatre in seiner Heimatstadt. Daraufhin folgten an Wochenenden oder in den Ferien weitere Auftritte als Kinderdarsteller in der lokalen Theaterszene, so etwa in einer Aufführung von Macbeth beim Philadelphia Shakespeare Festival. Als 11-Jähriger war er in einer Inszenierung von The Forgiving Harvest der gemeinnützigen People’s Light and Theater Company zu sehen. Auch trat er am Walnut Street Theatre (Philadelphia) in dem Musical La Vie En Bleu über das Leben Pablo Picassos in Erscheinung. Eigenen Angaben zufolge konnte Corenswet auf diese Weise das Schauspielhandwerk von bekannten Bühnendarstellern und Regisseuren seiner Heimatstadt erlernen. Sein letztes Theaterengagement in Philadelphia waren im Alter von 16 Jahren die Rollen der Zeitungsjungen Joe und Si Crowell in Thornton Wilders Our Town, unter der Regie seines Entdeckers Terry Nolen.

### Schauspielausbildung und Engagements im Fernsehen
Trotz der Liebe zum Theater bewarb sich Corenswet an der University of Pennsylvania, um Psychologie zu studieren. Dort trat er in einer Studentenproduktion von Patrick Hamiltons Stück Rope auf. Diese Erfahrung bewog ihn dazu, eine Karriere als Schauspieler einzuschlagen. Etwa zur selben Zeit übernahm er den Part des Corny Collins in einer Sommertheater-Produktion des Musicals Hairspray (2012). Corenswet bewarb sich für ein Schauspielstudium an der Juilliard School, wo er angenommen wurde. Er studierte von 2012 bis 2016 an der renommierten New Yorker Schauspielschule, die er mit dem Bachelor of Fine Arts verließ.
2011 gab Corenswet sein Filmdebüt mit einer größeren Rolle in Greg Koorhans preisgekröntem Kurzfilm Following Chase, für das er auch am Drehbuch mitschrieb. Während seines Schauspielstudiums produzierte er gemeinsam mit Adam Langdon die 17-teilige Comedyserie Moe & Jerryweather (2014–2016), die auf dem Videoportal Vimeo veröffentlicht wurde. Bei dem Projekt um das titelgebende Comedy-Duo, das das Fernsehen neu erfinden möchte, war er auch als Hauptdarsteller, Drehbuchautor und Editor beteiligt. Ab 2015 war Corenswet mit Gastauftritten in verschiedenen amerikanischen Fernsehserien vertreten, darunter Elementary (2017) und Instinct (2018).

### Erste Hauptrollen und Durchbruch mit der Serie „The Politician“

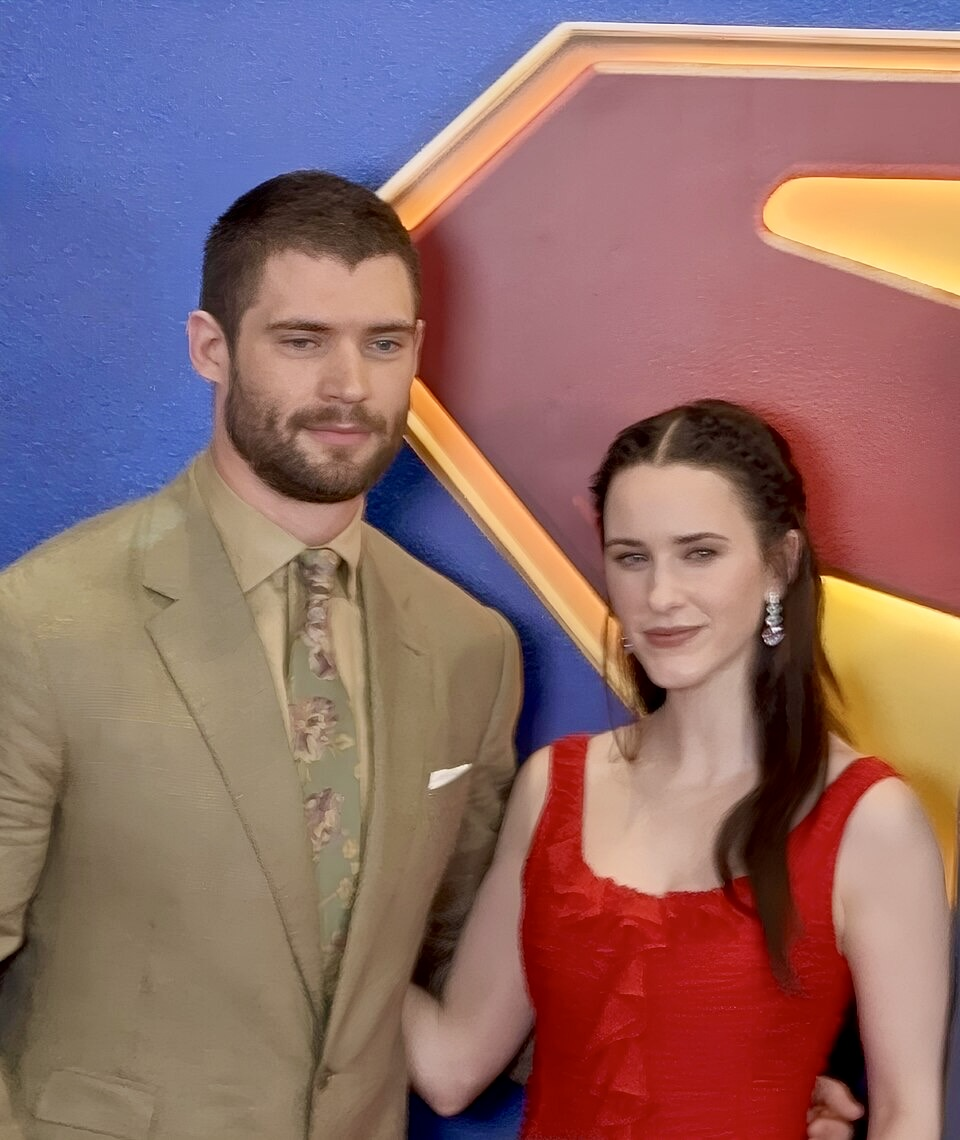
Corenswet mit seiner Superman-Co-Darstellerin Rachel Brosnahan bei einem Fantreffen in Manila im Jahr 2025.

2018 folgte eine erste Hauptrolle in dem von Kritik und Publikum wenig beachteten Politthriller Affairs of State von Eric Bross, der Corenswet Vergleiche mit Armie Hammer einbrachte. An der Seite von Thora Birch, Mimi Rogers und Adrian Grenier war er als ehrgeiziger Praktikant Michael Lawrence zu sehen, der durch Affären mit einer Senatorengattin und deren Tochter versucht seine Politkarriere in Washington, D.C. voranzutreiben. Später sollte der 193 cm große Schauspieler aufgrund seines Aussehens auch häufig mit dem britischen Superman-Darsteller Henry Cavill verglichen werden. Ebenfalls im Jahr 2018 war Corenswet in einer Folge der erfolgreichen amerikanischen Serie House of Cards in Rückblenden als Jugendliebe der Präsidentengattin Claire Underwood zu sehen.
Der Durchbruch als Fernsehschauspieler ebnete ihm die folgende Zusammenarbeit mit Ryan Murphy, der ihn in der für den Streamingdienst Netflix produzierten Serie The Politician (2019) einsetzte. Obwohl Corenswet ursprünglich für die Nebenrolle des Ricardo vorgesprochen hatte, wurde er als River Barkley besetzt, früherer Liebhaber, Gegenspieler und Nemesis von Titelheld Ben Platt. Serienerfinder Murphy, der Corenswet mit Leonardo DiCaprio verglich, vertraute ihm daraufhin auch eine der Hauptrollen in seinem nächsten Serienprojekt Hollywood (2020) an, das ebenfalls für Netflix produziert wurde. In der fiktiven Miniserie über Rassismus, Sexismus und Homophobie in Hollywood der 1940er-Jahre ist er an der Seite von Darren Criss, Jeremy Pope und Laura Harrier als aufstrebender Filmschauspieler Jack Castello zu sehen.
Im Jahr 2022 gehörte Corenswet zum Schauspielensemble der Serie We Own This City und des Liebesfilms Look Both Ways. Im selben Jahr bekleidete er eine größere Nebenrolle als Filmvorführer und Objekt der Begierde von Mia Goth in dem Horrorfilm Pearl. Ende Juni 2023 wurde bekannt, dass Corenswet die Titelrolle des Superman in James Gunns Comicverfilmung Superman (2025) an der Seite von Rachel Brosnahan übernehmen soll. Beim Casting soll er sich gegen die britischen Schauspieler Nicholas Hoult und Tom Brittney durchgesetzt haben. Für den Schauspieler stellt Superman die erste Mitwirkung in einem großen Studiofilm dar.
Obwohl David Corenswet ursprünglich unter Flugangst litt, entwickelte er nach dem Tod seines Vaters eine Leidenschaft für das Fliegen.

## Filmografie
- 2011: Following Chase (Kurzfilm)
- 2014–2016: Moe & Jerryweather (Fernsehserie, 17 Folgen)
- 2015: One Bad Choice (Fernsehserie, 1 Folge)
- 2017: Elementary (Fernsehserie, 1 Folge)
- 2017: The Tap (Fernsehserie)
- 2017: Controversy (Fernsehfilm)
- 2018: Affairs of State
- 2018: Instinct (Fernsehserie, 1 Folge)
- 2018: House of Cards (Fernsehserie, 1 Folge)
- 2019–2020: The Politician (Fernsehserie, 11 Folgen)
- 2020: Hollywood (Fernsehserie, 7 Folgen)
- 2022: We Own This City (Fernsehserie, 6 Folgen)
- 2022: Look Both Ways
- 2022: Pearl
- 2024: The Greatest Hits
- 2024: Twisters
- 2024: Lady in the Lake (Miniserie)
- 2025: Superman